# Trình Kiến Nhân
Trình Kiến Nhân (tiếng Trung: 程建人; bính âm: Chéng Jiànrén; sinh ngày 11 tháng 8 năm 1939) là nhà ngoại giao người Đài Loan.

## Sự nghiệp chính trị
Trình Kiến Nhân giữ cương vị Ủy viên Lập pháp viện Trung Hoa Dân Quốc (Quốc hội Đài Loan) trong một nhiệm kỳ từ năm 1993 đến năm 1996. Năm 1998, ông được bổ nhiệm làm Bộ trưởng Văn phòng Thông tin Chính phủ. Năm sau, ông được bổ nhiệm giữ chức Bộ trưởng Bộ Ngoại giao Đài Loan. Trình Kiến Nhân có kế hoạch nghỉ hưu sau khi từ chức vào cuối nhiệm kỳ cuối cùng của Tổng thống Lý Đăng Huy năm 2000. Tuy nhiên, người kế nhiệm của Lý Đăng Huy là Trần Thủy Biển yêu cầu Trình Kiến Nhân cân nhắc lại. Cuối cùng, Trình Kiến Nhân chọn chấp nhận chức vụ đại diện Trung Hoa Dân Quốc tại Hoa Kỳ. Năm 2004, ông hoãn nghỉ hưu một lần nữa để nhậm chức đại diện Trung Hoa Dân Quốc tại Liên minh châu Âu và Bỉ. Trình Kiến Nhân được kế nhiệm bởi Michael Kau vào tháng 7 năm 2006.
Trong chiến dịch tranh cử tổng thống năm 2016 của Hồng Tú Trụ, Trình Kiến Nhân là một trong những cố vấn ngoại giao của bà.